# Stade Marie-Marvingt
Het Stade Marie-Marvingt (voorheen MMArena) is een multifunctioneel stadion in Le Mans, Frankrijk dat werd geopend op 29 januari 2011. Het wordt voornamelijk gebruikt voor voetbalwedstrijden en het is de thuishaven van Le Mans FC. Het stadion heeft een capaciteit van 25.064 bij sportwedstrijden en 35.900 bij concerten.. Het vervangt het oude stadion, Stade Léon-Bollée.

## Geschiedenis
Op 12 mei 2005 keurde de gemeenteraad van Le Mans de bouw van een nieuw stadion goed. In november 2007 werd de naam van het stadion (MMArena) onthuld en op 27 juni 2008 verbond VINCI Concessions zich voor 35 jaar aan de bouw en onderhoud van het stadion. Op 8 augustus 2008 werd begonnen met de bouw van het stadion. De bouw kostte 102 miljoen euro. Het stadion werd geopend op 29 januari 2011 met een voetbalwedstrijd tussen Le Mans FC en AC Ajaccio die eindigde in 3-0. Bij de eerste wedstrijd in het stadion waren 24.375 bezoekers aanwezig. Bij de daaropvolgende wedstrijd waren er 10.239 kijkers. Op 5 augustus 2011 vond de eerste thuisnederlaag plaats bij de wedstrijd tegen Tours FC die met 0-1 werd verloren.
De start van de zevende etappe van de Ronde van Frankrijk in 2011 vond plaats bij het stadion. Op 24 maart 2012 vond de eerste rugbywedstrijd plaats in het stadion. Het duel tussen Stade français Paris en Agen trok 24.085 bezoekers. 23.500 supporters zagen op 5 juni 2012 hoe het Franse voetbalelftal met 4-0 won van Estland. Op 28 november 2013 speelde het Franse dameselftal voor het eerst in het stadion; er werd met 14-0 gewonnen van Bulgarije. Bij de voetbalwedstrijd op 18 december 2019 tussen Le Mans FC en Paris Saint-Germain FC in de Coupe de la Ligue werd het bezoekersrecord van 24.425 gevestigd. Op 9 december 2021 liep het contract af met de Franse verzekeraar MMA die naamsponsor was van het stadion. Op 27 juli 2022 was de onthulling van de nieuwe naam Stade Marie-Marvingt, genoemd naar Marie Marvingt. Op 23 mei 2023 werd het stadion met de nieuwe naam geïnaugureerd. Op 23 maart 2024 wordt de wedstrijd tussen het Franse damesteam en het Ierse damesteam van het Zeslandentoernooi van 2024 voor vrouwen in het stadion gespeeld.